# Conomor
Conomor (Cynfarch in gallese, Cunomorus in latino, Cunomor in inglese; 395 circa) è stato sovrano della Dumnonia (nella Cornovaglia), regno dell'Inghilterra altomedievale.

## Biografia
Succedette al padre Tutwal e potrebbe essere stato il primo monarca di questo regno a vivere a Castle Dore, vicino a Lantyan. 

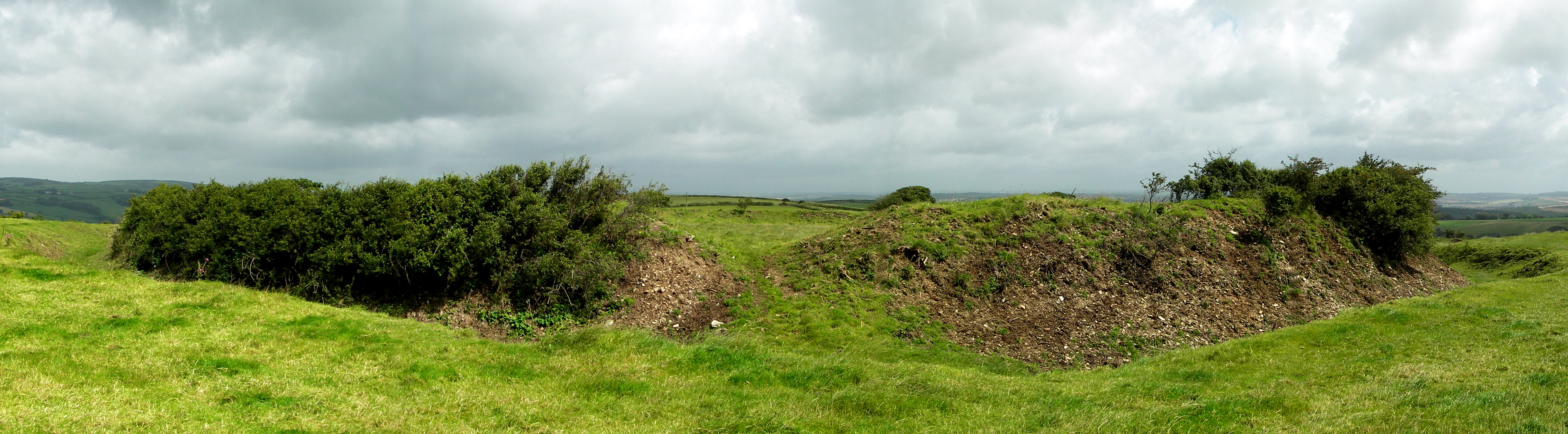
Panorama di Castle Dore

Una pietra tombale rivela il nome del figlio: Tristram (o Drustanus). Questo nome, insieme alle storie bretoni su un re Conomor, conosciuto anche come Mark (o March, forma breve per Cyn-march), ha ingenerato la confusione con l'omonimo malvagio pronipote. Cynfawr (Conomor) infatti viene dalla tradizione  gallese medievale e sembra essere solo un ascendente di Conomor il Maledetto (VI secolo). A Cynfawr si fa riferimento con l'epiteto "Cadgaddug" ("vincitore di battaglia"): appare nelle genealogie e in una delle Triadi Gallesi come discendente di Coel Hen dello Yr Hen Ogledd. Spesso, però, il nesso tra i due personaggi è stato fatto.
Lo scrittore Jean Markale ha suggerito che la leggenda di Tristano, che ha avuto origine in Irlanda, possa aver preso i nomi dei personaggi da questa storia della Cornovaglia, che in fondo riguarda "la rivalità di un padre e un figlio per la stessa donna", il padre Conomor/Mark e il figlio Tristano.